# 内图 (1966年)
若泽·费雷拉·内图（葡萄牙語：José Ferreira Neto，1966年9月9日—），巴西男子足球运动员，场上位置是中场。他曾代表巴西国奥队参加1988年夏季奥林匹克运动会足球比赛，获得一枚银牌。